# Быстров, Юрий Александрович
Юрий Александрович Быстров (19 июля 1931, Ленинград — 24 ноября 2014, Санкт-Петербург) — российский учёный в области вакуумной и газоразрядной электроники, профессор, лауреат Государственной премии РФ. Спортсмен, двукратный чемпион СССР по академической гребле.

## Биография
В 1954 г. окончил Ленинградский электротехнический институт (ЛЭТИ), факультет электронной техники. Работал там же: научный сотрудник, старший преподаватель, доцент, профессор.
Заведующий кафедрой электронных приборов и устройств (1966—2007), декан ФЭЛ (1972—2003). Организатор (1975) и научный руководитель отраслевой лаборатории электронно-лучевой и ионно-плазменной технологии.
Кандидат технических наук (1954), доктор технических наук (1977), профессор (1978).
Опубликовал более 250 научных трудов, в том числе 16 монографий.
Заслуженный деятель науки и техники РСФСР (1992). Государственная премия РФ (2000). Ордена Трудового Красного Знамени (1980), Октябрьской Революции (1986), медали. Почётный радист СССР (1982), почётный работник электронной промышленности (1986), почетный работник высшего образования РФ.
Мастер спорта СССР, двукратный (1957, 1958) чемпион Советского Союза по академической гребле.
Книги:
- Ускорительная техника и рентгеновские приборы: Учеб. для вузов. М.: Высш. шк., 1983 (в соавт.);
- Электронные цепи и микросхемотехника: Учеб. для вузов. М.: Высш. шк., 2002 (в соавт.);
- Оптоэлектронные приборы и устройства: Учеб. пособие. М.: Радиософт, 2001;
- Ионно-плазменные технологии в электронном производстве. СПб.: Энергоатомиздат, 2001 (в соавт.).